# Boross Imre
Boross Imre (Szombathely, 1926. április 14. – Budapest, 2014. április 2.) magyar ügyvéd, politikus, újságíró.

## Életpályája
1946–1948 között a szombathelyi Nyugati Kis Ujság munkatársa volt. 1946–1951 között a Pécsi Tudományegyetem Jogtudományi Karán tanult. 1951-ben eltávolították a MÚOSZ-ból. 1951–1955 között a Vaskohászati Vállalkozások jogi osztályán vállalati ügyész volt. 1955–1958 között ügyvéd volt. 1958-ban politikai okokból kizárták az Ügyvédi Kamarából. 1958–1962 között a Gépipari Árufuvarozó Vállalatnál adminisztratív munkakörben tevékenykedett. 1962–1963 között a Diósdi Csapágygyárban jogtanácsos volt. 1963–1982 között a Magyar Gördülőcsapágy Művek (MGM) jogtanácsosa, majd jogi főosztályvezetője volt. 1982–1987 között részfoglalkozásúként dolgozott. 1987–1991 között nyugalmazott jogtanácsos volt. 1988–2000 között a Magyar Nemzet publicistája volt. 1991–2004 között Budapesten egyéni ügyvédként praktizált. 1992–1996 között az Országos Eckhardt Tibor Alapítvány ügyvezető alelnöke volt. 1994–1998 között a MÚOSZ etikai bizottságának alelnöke, 1998-tól az örökös tagok testületének elnöke, majd tiszteletbeli elnöke volt.

### Politikai pályafutása
1945–1948 között az FKGP, illetve a Független Ifjúság tagja volt. 1948-ban kizárták az FKGP-ből. 1988-ban bekapcsolódott a Szabad Kezdeményezések Hálózata munkájába. 1988-ban részt vett az FKGP újjászervezésében. 1988–1989 között az SZDSZ tagja volt. 1989 januárjában az ideiglenes Politikai Bizottság tagja, márciusban az ideiglenes intézőbizottság tagja, majd az ideiglenes operatív bizottság vezetője, júniusban a párt főügyésze és a Politikai Bizottság tagja, szeptemberben a kerekasztal-tárgyalásokon a párt delegációvezetője volt. 1989 decemberében kilépett; a Nemzeti Kisgazdapárt egyik alapítója, az ügyvivő testület tagja, majd főtitkára volt. 1990-ben a Nemzeti Kisgazdapárt (NKGP), 1994-ben az Agrárszövetség országgyűlési képviselőjelöltje volt. 1994-ben az NKGP-ből is kilépett.
Temetése a Farkasréti temetőben történt.

## Családja
Szülei: Boross Imre és Móricz Gizella voltak. 1967-ben házasságot kötött Mosóczy Irénnel. Egy lánya született: Klára.

## Művei
- Írások nehéz időkből (cikkek, 1999)
- Visszaemlékezés a változó világra (2007)

## Díjai
- Aranytoll (1998)
- Külsővat díszpolgára (2006)
- Nagy Imre-díj (2006)
- A Magyar Érdemrend parancsnoki keresztje (2011)[2]